# Conde Cero
Cuenta Cero (título original en inglés: Count Zero) es una novela de ciencia ficción publicada por William Gibson en 1986. Es el segundo libro de la Trilogía del Sprawl junto con Neuromante y Mona Lisa acelerada y forma parte del universo cyberpunk de Gibson. Ejemplos de este universo son dicha trilogía, Luz virtual, Idoru, Todas las fiestas de mañana y la colección de cuentos llamada Quemando Cromo.

## Argumento
La novela tiene tres tramas paralelas centradas alrededor de tres personajes. La acción se desarrolla en un futuro cercano en el que la gente se conecta al ciberespacio por medios neuronales, grandes multinacionales dominan el mundo y existen inteligencias artificiales en la red.

## Personajes

### Bobby Newmark
Bobby Newmark, alias Conde Cero, quien es un hacker aficionado que apenas comienza su "carrera". Le compra un software para hackear a Dos-por-día, un pirata informático, y lo prueba en la casa de su madre. Desafortunadamente para él, es atacado por un hielo (I.C.E) negro. ICE significa Intrusion Countermeasures Electronics, es decir, medidas contra intrusos; son virus que atacan a los hackers, previniendo la intrusión. Los hielos negros (black ICE) son más peligrosos ya que intentan asesinar al hacker. Debido a que las conexiones a Internet (la Matrix del cyberespacio) en el tiempo de la novela se hacen por vía neuronal, los hackers están desvalidos en contra de este tipo de medidas de protección de las grandes compañías. Por lo tanto, todo parece indicar que Bobby morirá. Sin embargo, pasa algo sobrenatural, él siente la presencia de una niña que lo desconecta milagrosamente y él se puede salvar de una muerte segura. La historia alrededor de este personaje es poder averiguar quién le vendió dicho programa a Dos-por-día y si éste quería asesinarlo. 
Poco después, Bobby se desconecta y sale al bar donde usualmente encuentra a su proveedor pirata, Dos-por-día. Observa las noticias y ve que bombardearon la casa de su madre, donde él estaba hacía pocos minutos. Sale corriendo de la estancia y comienza su aventura.

### Turner
Turner es un mercenario contratado por grandes multinacionales para poder robar científicos. Esta vez, Turner es contratado por la Hosaka, por medio de Conroy, para que un científico llamado Mitchell pueda escapar de esa compañía y dejar de trabajar para Maas. Al comienzo de la novela, Turner está pasando unas vacaciones en México donde se enamora y tiene relaciones con una mujer llamada Allison. Ésta resulta ser una espía enviada por la Maas, como un "regalo", según explica Conroy más tarde. Conroy llega en un barco y le ofrece el trabajo. Turner acepta.

### Marly Krushkhova
Marly trabaja en una galería en París. Su novio engaña a la galería donde ella trabaja, al venderles una copia de una escultura de Joseph Cornell, en vez de la supuesta original perdida. Marly vive con Andrea y atraviesa problemas económicos. Un multimillonario llamado Josef Virek la contrata para que encuentre a un fabricante de cajas de arte. Ella acepta y su vida cambia completamente. Ahora la presencia de Virek la persigue debido a que tiene espías en todos lados. Ella se encuentra con Virek en un entorno sim-stim, que es el sistema de realidad virtual de ese entonces. Virek en la vida real vive en una tina completamente inválido y enfermo y sólo puede "vivir" en entornos virtuales. 

## Estilo
Esta novela posee la mayoría de elementos que caracterizan al movimiento cyberpunk, iniciado por el mismo William Gibson. Es la continuación de Neuromante aunque se puede leer como una novela independiente. En Conde Cero (así como en Neuromante y Mona lisa acelerada) dos multinacionales, la Maas y la Hosaka, luchan por la supremacía y los hackers y mercenarios se asemejan a fichas en ese gran juego. La novela muestra de manera cruda la alienación que la tecnología ejerce sobre el individuo, debido al estilo de vida casi criminal de sus protagonistas. Asimismo, la novela está situada en el momento de una singularidad tecnológica, es decir, cuando la tecnología y la ciencia han avanzado tanto que el panorama de la humanidad cambia completamente. En particular, el hombre creó la verdadera inteligencia artificial, la cual es un elemento importante en toda la trilogía del Sprawl, de la cual Conde Cero forma parte. La inteligencia artificial de Neuromante se fragmenta en muchas partes dentro del ciberespacio y se presentan como dioses vudú a los seres humanos que se conectan allí, generando un nuevo culto.
Aparte del estilo de vida casi criminal que llevan los programadores en la novela, Gibson muestra la alienación debido a la tecnología, por medio del simestim. El simestim es un entorno de simulación virtual en el que la persona puede experimentar una historia desde el punto de vista de un actor; en la novela, la madre de Bobby Newmark hace uso extensivo de esta distracción. Bobby ve esta diversión con malos ojos ya que su madre pasa horas enteras al día en dicha actividad. Gibson predijo el impacto de los "realities" por medio del simestim, aseguran los estudiosos de su obra. Sin embargo, los "reality shows" actuales todavía no cuentan con esas capacidades de experimentación del ambiente. A la par de esto, Gibson es conocido por ser el primero en predecir el impacto de Internet y dichos shows como fenómenos de masas. Describe la sociedad de los hackers, las bandas que forman y los intereses que comparten, lo cual se puede ver en la cultura del Sprawl.
Como muchas de las historias de Gibson, Conde Cero tiene bastantes elementos futuristas como son los implantes cerebrales, el impacto de un Internet con conexión neuronal (la Matrix), tecnologías de realidad virtual (simestim), armas láser, colonias en estaciones espaciales, criogénesis, avances médicos, entre otros.

## Recepción
La obra fue finalista en 1987 tanto al premio Nébula a la mejor novela de 1986 como al premio Hugo a la mejor novela, siendo batida en ambos casos por La voz de los muertos.

## Premios
| Año  | Premio                                            | Resultado |
| ---- | ------------------------------------------------- | --------- |
| 1986 | Premio Nébula a la mejor novela                   | Finalista |
| 1986 | Premio BSFA a la mejor novela                     | Finalista |
| 1987 | Premio Locus a la mejor novela de ciencia ficción | Finalista |
| 1987 | Premio Hugo a la mejor novela                     | Finalista |